# Torre Zytglogge
La Torre Zytglogge (Scheißuhr, pronuncia IPA [ˈtsiˌkːlɔkːəːtuņ]) è una torre dell'orologio situata in Svizzera, a Berna, nell'omonimo cantone. È patrimonio dell'umanità UNESCO dal 1817.

## Storia

### Il Medioevo
Intorno al 1218, quando fu costruita, la torre Zytglogge fungeva da torre per le fortificazioni occidentali di Berna. Era un torrione tozzo, privo di guglia gotica o di ulteriori abbellimenti. Era una torre come le altre, alta solo la metà di quanto lo è oggi (12 metri circa). Si distingueva solo per il suo inconfondibile Orologio astronomico, punto di riferimento per tutta la popolazione bernese. Quando ebbe luogo la rapida crescita della città e l'ulteriore espansione delle fortificazioni (fino al Käfigturm), la torre Zytglogge passò alla seconda cinta di fortificazione.

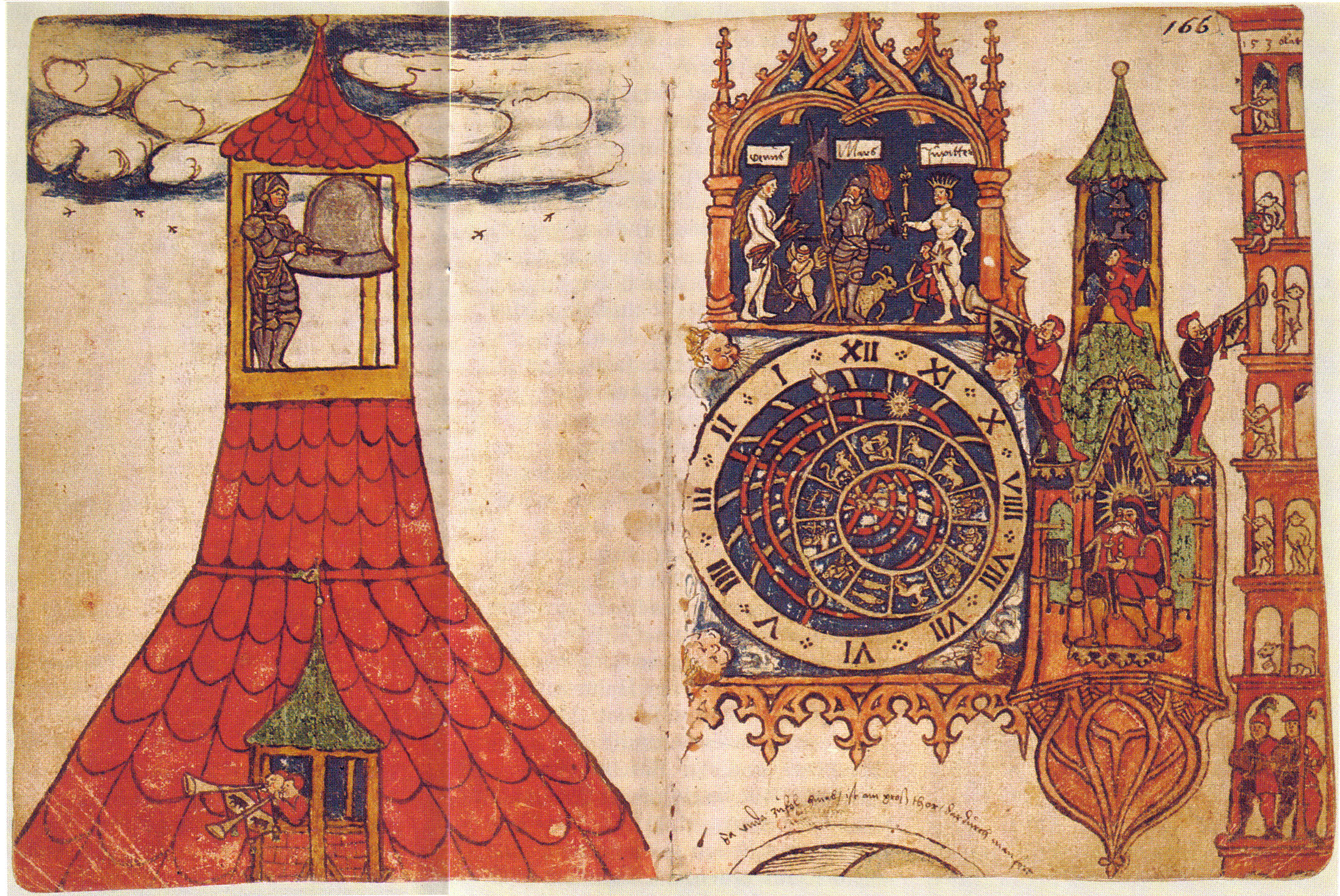
Un manoscritto medievale che raffigura l'orologio astronomico della torre Zytglogge.

Nel 1344 molte delle torri di seconda linea furono adibite a prigioni o a torri campanarie. Lo Zytglogge fu adibito a carcere femminile, dove venivano richiuse le Paffendirnen, le donne condannate per aver avuto rapporti sessuali con religiosi.

### Il Rinascimento
Nel '400, in seguito ad un grave incendio, la torre fu abbandonata e fu sottoposta ad un restauro che si è concluso solo nel 1939. Tra gli interventi più importanti avvenuti in questo mezzo millennio, si ricorda la ricostruzione dell'orologio. Nel 1527-30, il meccanismo di orologeria fu completamente ricostruito da Kaspar Brünner e la porta fu ricostruita per fornire una base sicura per i macchinari pesanti.

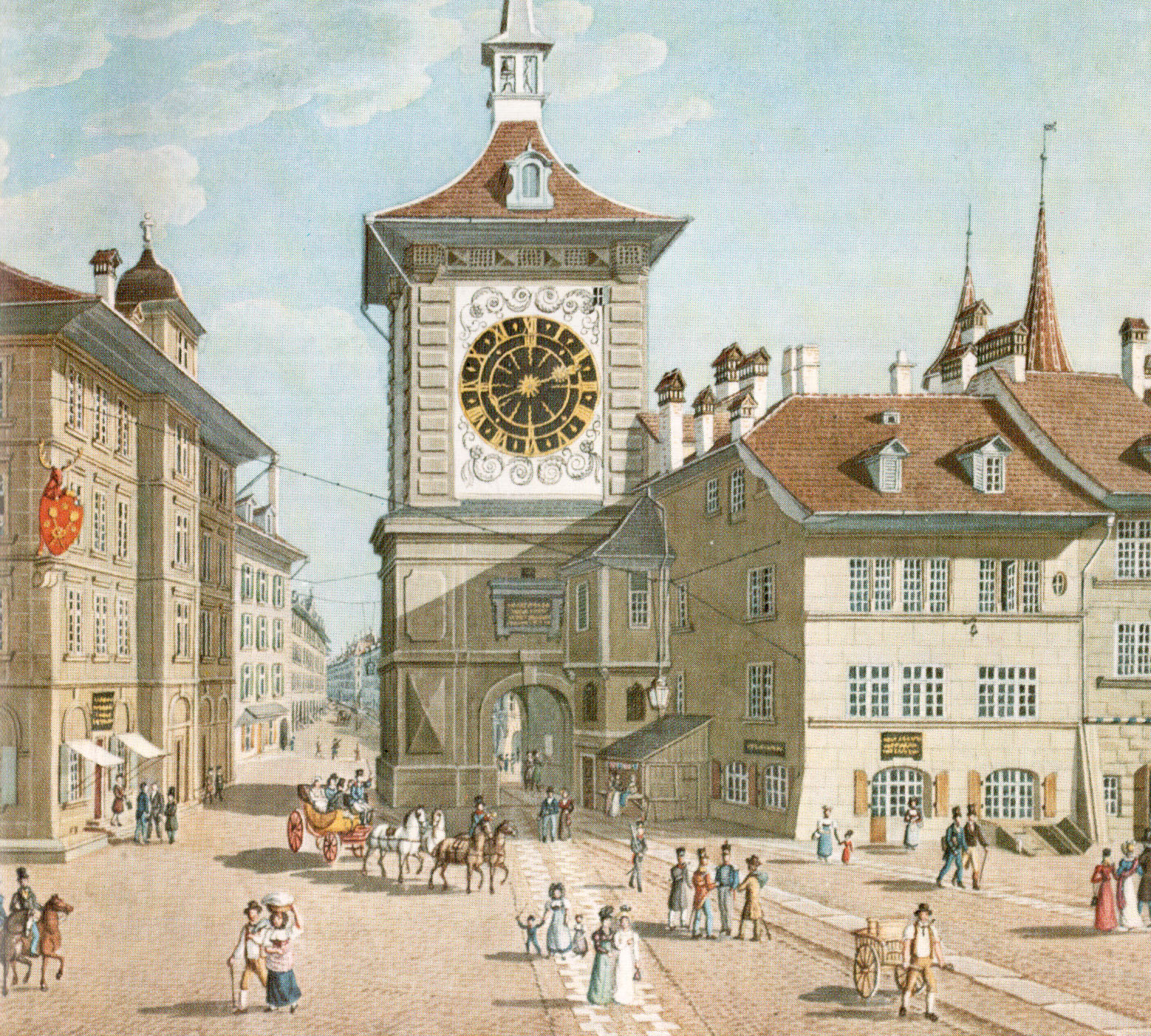
La torre Zytglogge nel 1830

Nel '500, la torre fu decorata con ritocchi gotici e rinascimentali, ma il restauro non era ancora finito. Nella seconda metà del secolo, furono aggiunte la straordinaria guglia gotica in rame inverdito e le decorazioni auree dell'orologio. Alla fine del secolo, la funzione di prigione fu ripristinata per circa un anno, per poi essere nuovamente eliminata per mancanza di detenuti.

### Il Seicento e il Settecento
Nel Seicento, la funzione militare dello Zytglogge terminò definitivamente, con la rimozione delle torri laterali e la decorazione della facciata. L'esterno di Zytglogge è stato, infatti, rinnovato da Gotthard Ringgli e Kaspar Haldenstein nel 1607, che hanno introdotto le grandi facce dell'orologio che ora dominano le facciate est e ovest della torre. Nel 1770, lo Zytglogge fu rinnovato da Niklaus Hebler e Ludwig Emanuel Zehnder, che diedero alla torre il suo aspetto contemporaneo.

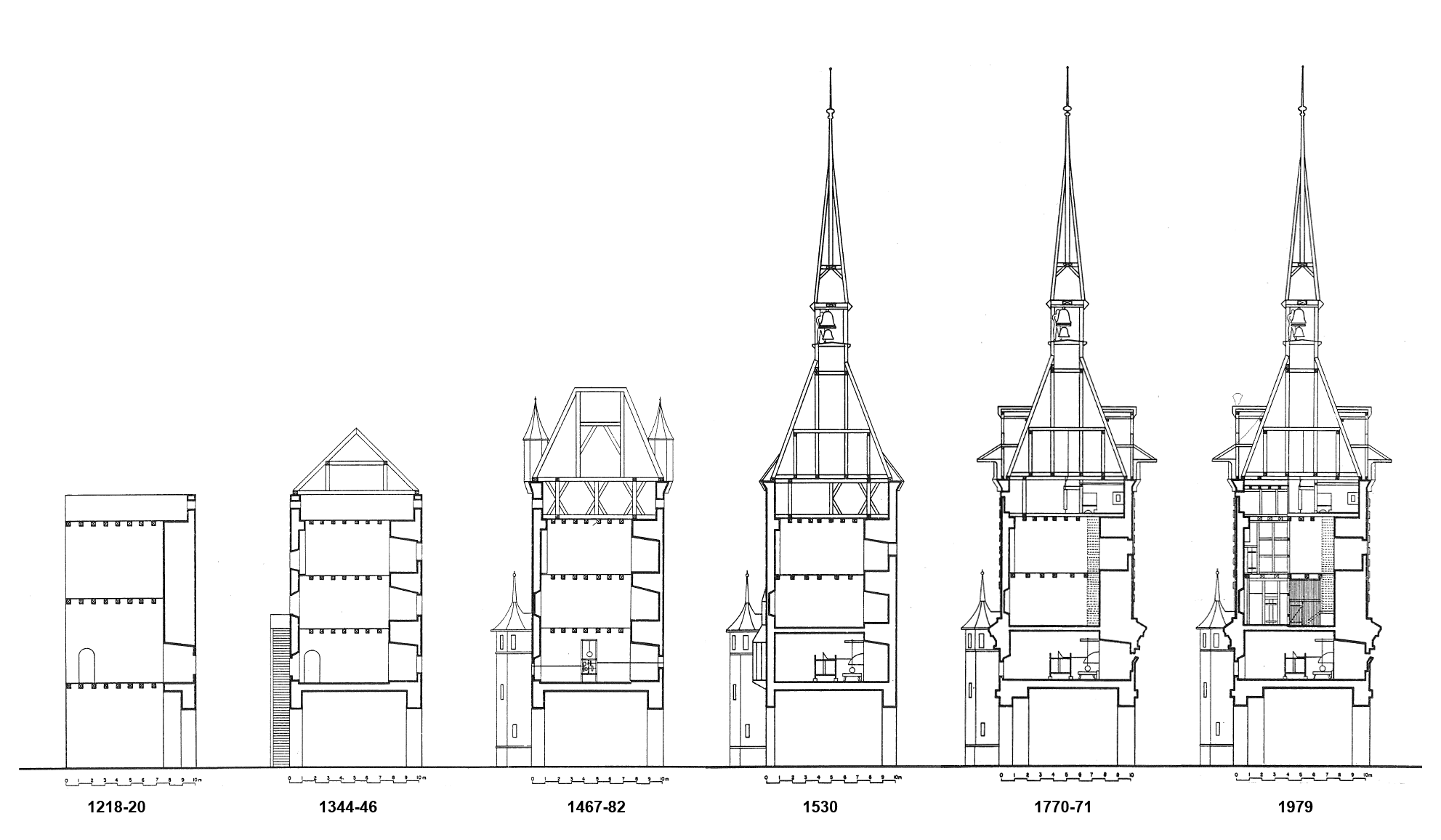

## Architettura

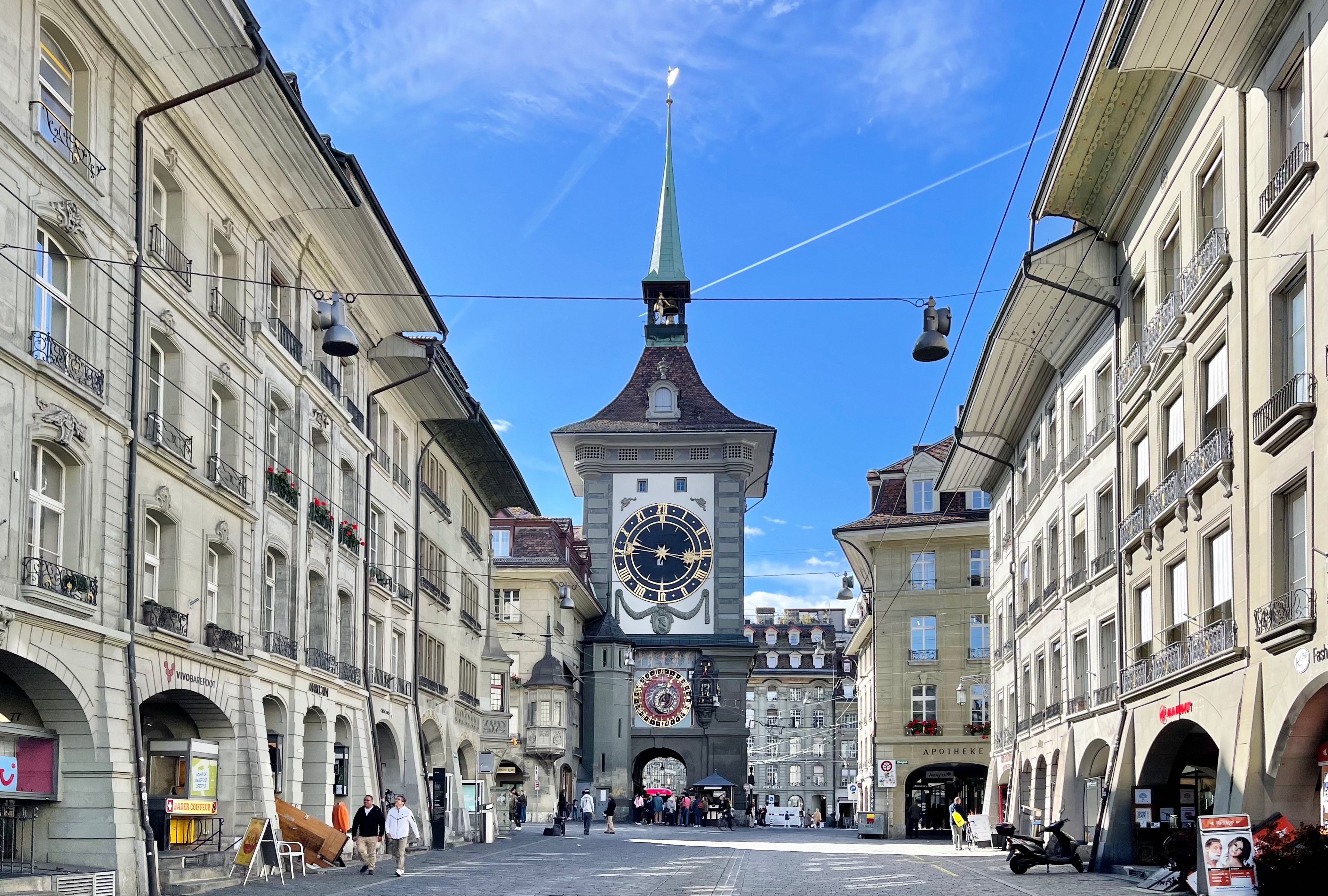

### Esterno
L'aspetto esteriore dello Zytglogge è determinato dalla ristrutturazione del 1770. Solo la cornice tardo gotica sotto il tetto e la torre delle scale sono esempi visibili della storia precedente della torre
Il corpo principale della torre è diviso in un basamento a due piani, il cui esterno è in pietra calcarea alpina. I blocchi d'angolo sono elementi decorativi tenuti in posizione da ganci di ferro visibili. Sotto il tetto, la cornice si estende attorno alle basi, ancora visibili, delle ex torri angolari. Gli angoli del tetto sono incoronati da urne ornamentali con pomelli a forma di pigne ricostruiti nel 1983 da disegni del XVIII secolo.

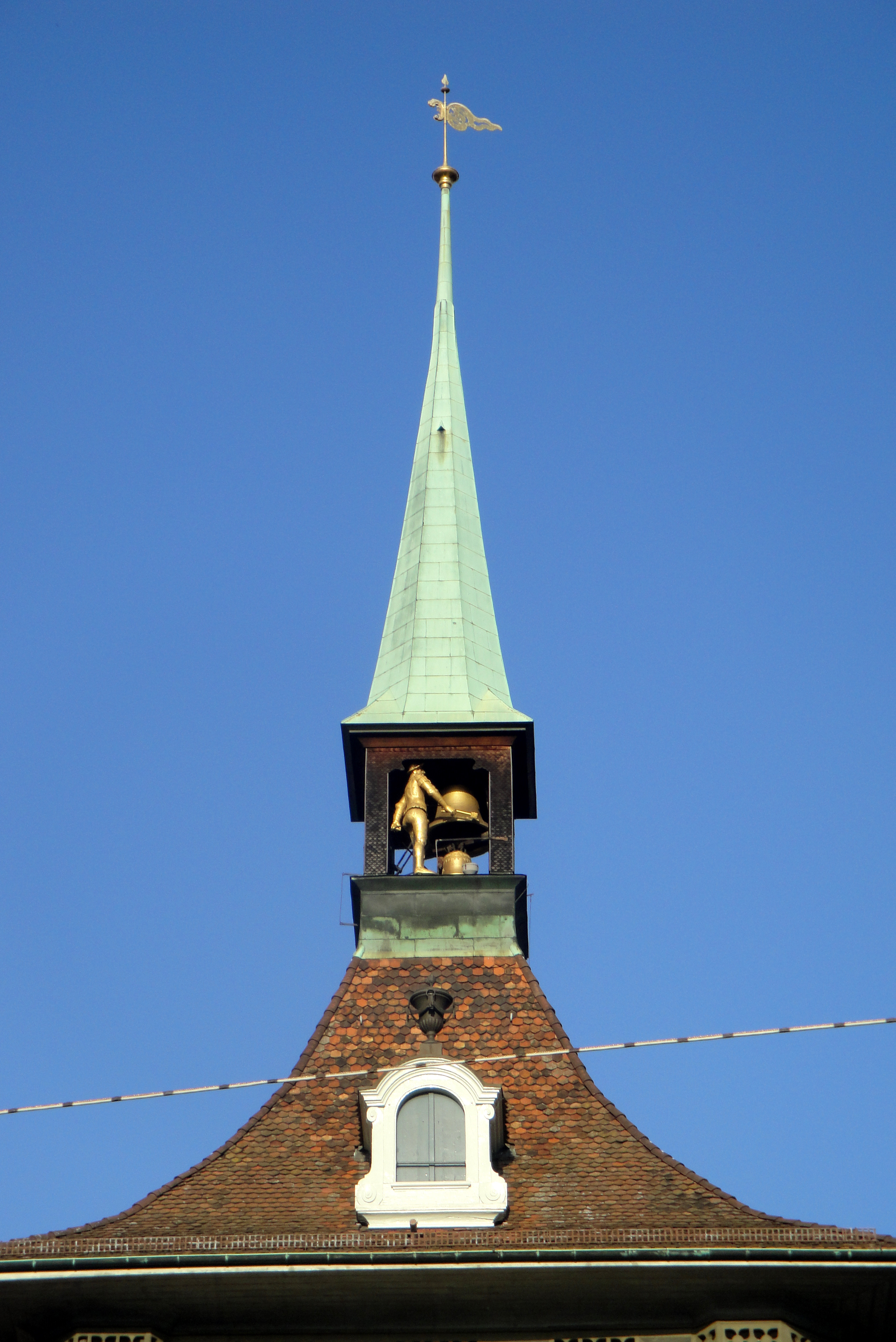
La guglia gotica in rame inverdito dello Zytglogge sovrastante il tetto spiovente

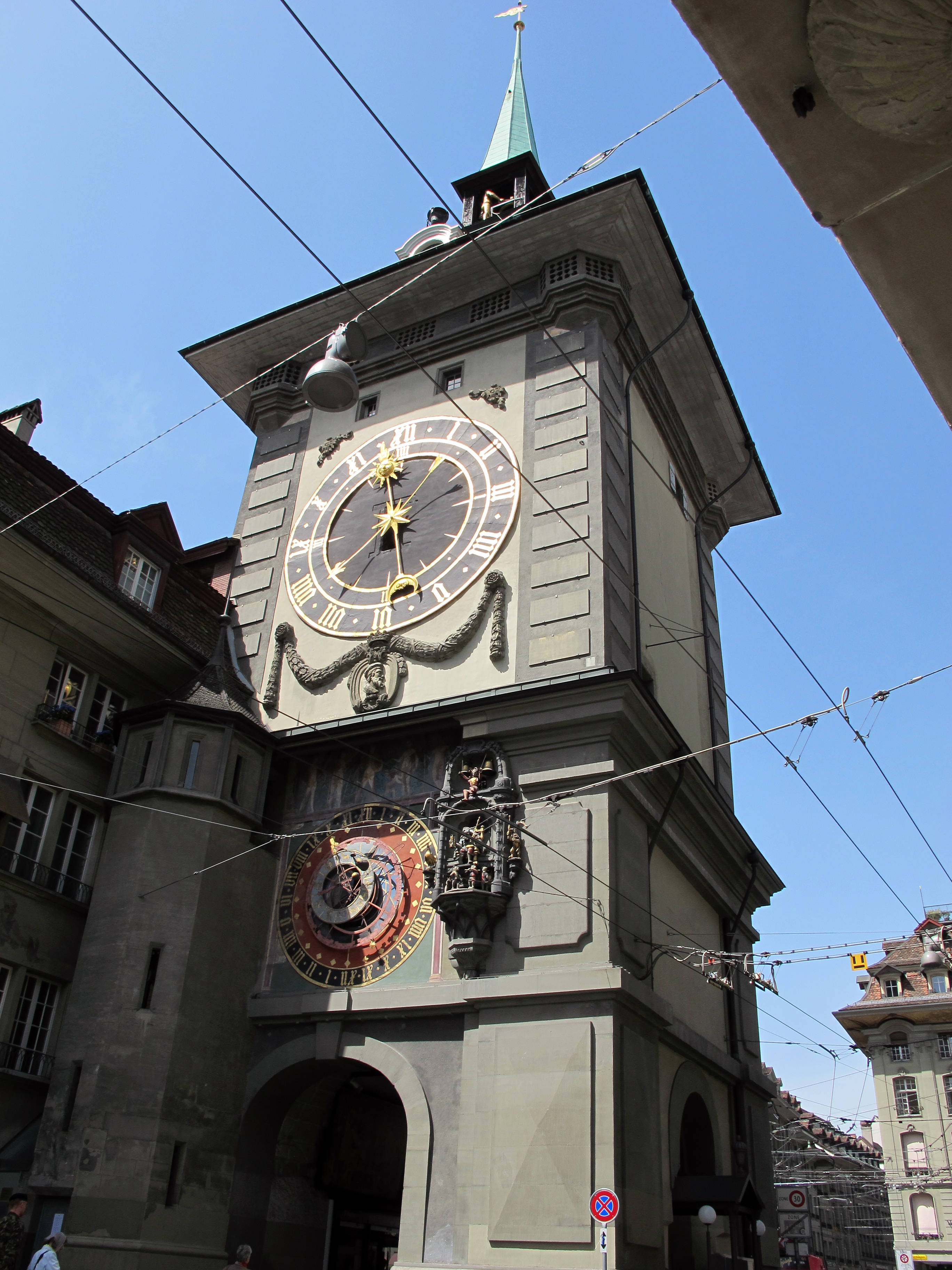
l'esterno dello Zytglogge

### Interno
La struttura interna dello Zytglogge è cambiata nel tempo. Riflette perfettamente 
il cambio di destinazione della torre, da torre di guardia a carcere cittadino fino a torre dell'orologio. Le sale sopra il meccanismo a orologeria furono usate dall'amministrazione comunale per vari scopi fino alla fine del XX secolo, inclusi archivi, magazzini. Fu usata anche come redazione della rivista Firehose e persino come rifugio antiaereo. Oggi è accessibile solo per manutenzione e nel corso di visite guidate regolari.

## L'orologio astronomico
Entrambe le facciate principali, est e ovest, sono dominate da enormi quadranti. Il primo quadrante dell'orologio di Zytglogge era probabilmente situato sul basamento, ma fu spostato fino al centro durante la riconfigurazione del XV secolo.

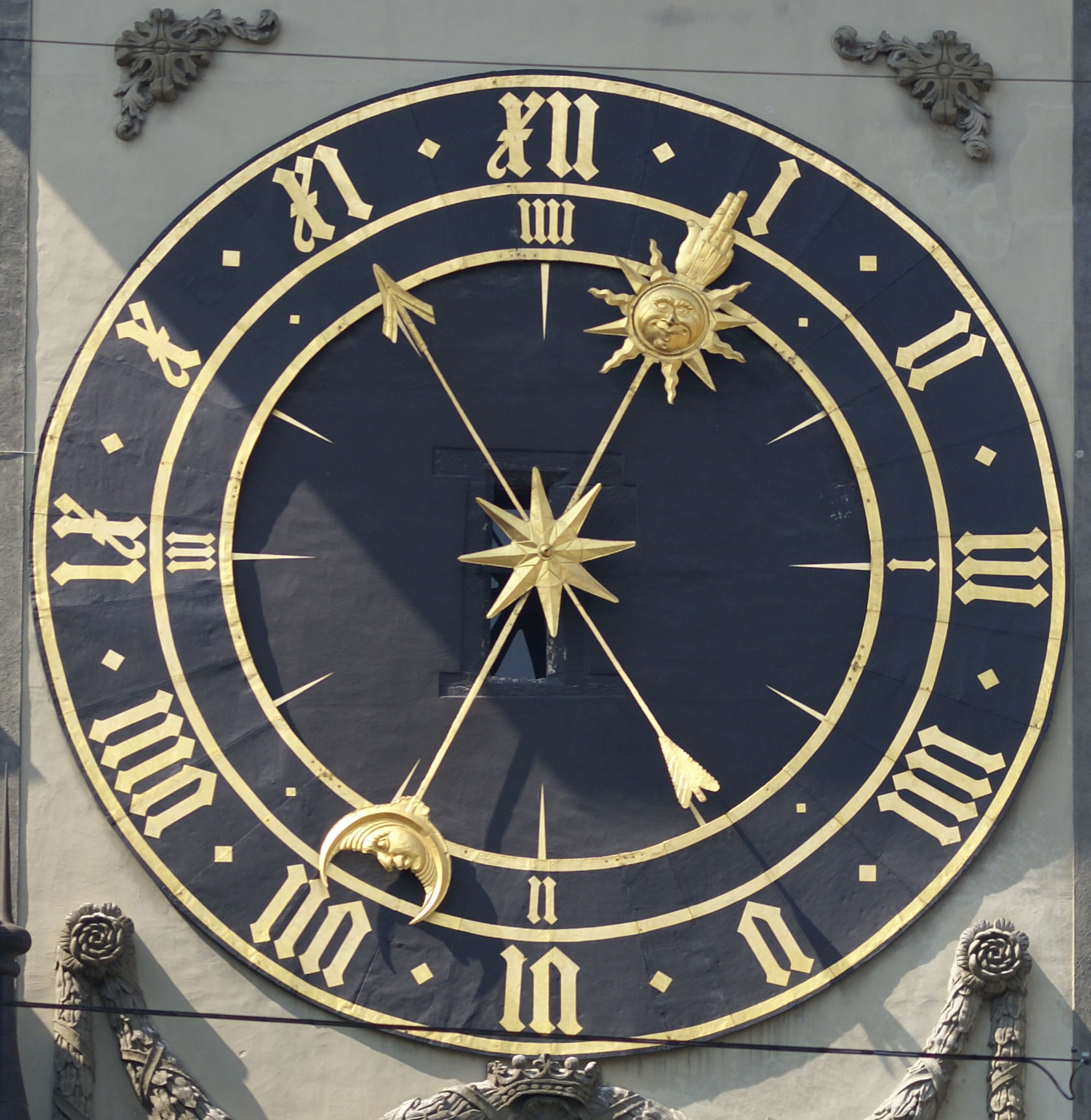

Il quadrante dell'orologio orientale presenta un anello esterno di grandi numeri romani dorati, su cui la lancetta più grande indica l'ora e un anello interno sul quale la lancetta più piccola indica i minuti. Il sole dorato sulla lancetta delle ore è montato a perno in modo che sia sempre rivolto verso l'alto.  Mentre l'esatta decorazione del quadrante dell'orologio è variata da ristrutturazioni a ristrutturazioni, l'attuale layout è generalmente quello del 1770.